# Jaleh Esfahani

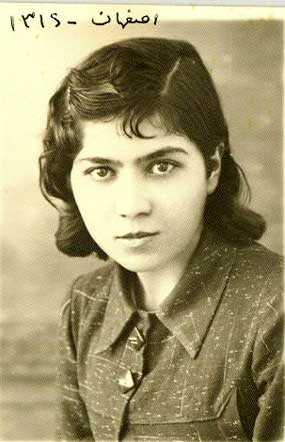
Jaleh Esfahani

Jaleh Esfahani (persisch ژاله اصفهانی; * 1921 in Isfahan; † 29. November 2007 in London) war eine iranische Dichterin.

## Biografie
Jaleh Esfahani wurde 1921 in der iranischen Stadt Isfahan geboren. Nach ihrem Schulabschluss arbeitete sie bei der Nationalbank. 1945 unterrichtete sie Literatur an einer Militärschule in Täbris. 1946 emigrierte sie in die Sowjetunion und schloss 1952 ihr Studium an der philologischen Fakultät der Staatlichen Universität Baku ab. Sie verteidigte ihre Doktorarbeit mit dem Titel „Moderne Poesie im Iran“ erfolgreich an der Lomonossow-Universität Moskau. Seit 1965 war sie Mitglied des Schriftstellerverbandes Tadschikistans. Sie starb am 29. November 2007.

## Veröffentlichungen
Ihre ersten Gedichte wurden 1938 veröffentlicht. Ihre Bücher wurden im Iran, Russland, Aserbaidschan, England, Frankreich und Tadschikistan veröffentlicht. Die wichtigsten davon sind: „Wilde Blumen“, Iran, 1945. „Die Mütter wollen Frieden“, 1956. „Gedichte“, Moskau, 1960. „Lebendiger Fluss“, Moskau, 1965. „Erwartung“, Moskau, 1967. „Gedichtsammlung“, Moskau. 1967. „Rückenwind“, Moskau, 1970. „Durchzug Vögel“, Moskau, 1974. „Blaues Schiff“, Moskau, 1978. „Berührungen“, Hörbuch, Russland 2013.